# Adrian Alston
Adrian Alston (Preston, 1949. február 6. – ) angol születésű ausztrál válogatott labdarúgó, edző.

## Pályafutása

### Klubcsapatokban
Az angliai Prestonban született. Pályafutása során többek között a South Coast United, a St George Budapest, a Safeway United, a Luton Town, a Cardiff City, a Tampa Bay Rowdies és a Canberra City csapataiban játszott. 

### A válogatottban
1969 és 1977 között 37 alkalommal szerepelt az ausztrál válogatottban és 6 gólt szerzett.  Részt vett az 1974-es világbajnokságon, ahol az ausztrálok három csoportmérkőzését – az NDK, az NSZK és Chile ellen is végigjátszotta.

### Góljai a válogatottban
| Gólok | Dátum               | Helyszín             | Ellenfél    | eredmény | Végeredmény | Sorozat              |
| ----- | ------------------- | -------------------- | ----------- | -------- | ----------- | -------------------- |
| 1     | 1970. november 17.  | Athén, Görögország   | Görögország | 1–0      | 3–1         | Barátságos           |
| 2     | 1971. november 11.  | Brisbane, Ausztrália | Izrael      | 2–2      | 2–2         | Barátságos           |
| 3     | 1973. március 11.   | Sydney, Ausztrália   | Irak        | 2–0      | 3–1         | 1974-es vb-selejtező |
| 4     | 1973. március 11.   | Sydney, Ausztrália   | Irak        | 3–0      | 3–1         | 1974-es vb-selejtező |
| 5     | 1973. március 1.    | Sydney, Ausztrália   | Indonézia   | 2–1      | 2–1         | 1974-es vb-selejtező |
| 6     | 1973. augusztus 18. | Sydney, Ausztrália   | Irán        | 1–0      | 3–0         | 1974-es vb-selejtező |